# Klement Antonín Zahrádka
Klement Antonín Zahrádka (10. ledna 1786 Most – 17. června 1853 Osek u Duchcova) byl český římskokatolický duchovní, v letech 1843–1853 v pořadí 41. opat cisterciáckého kláštera v Oseku a vizitátor a generální vikář cisterciáckých klášterů v Čechách a Lužici.

## Život

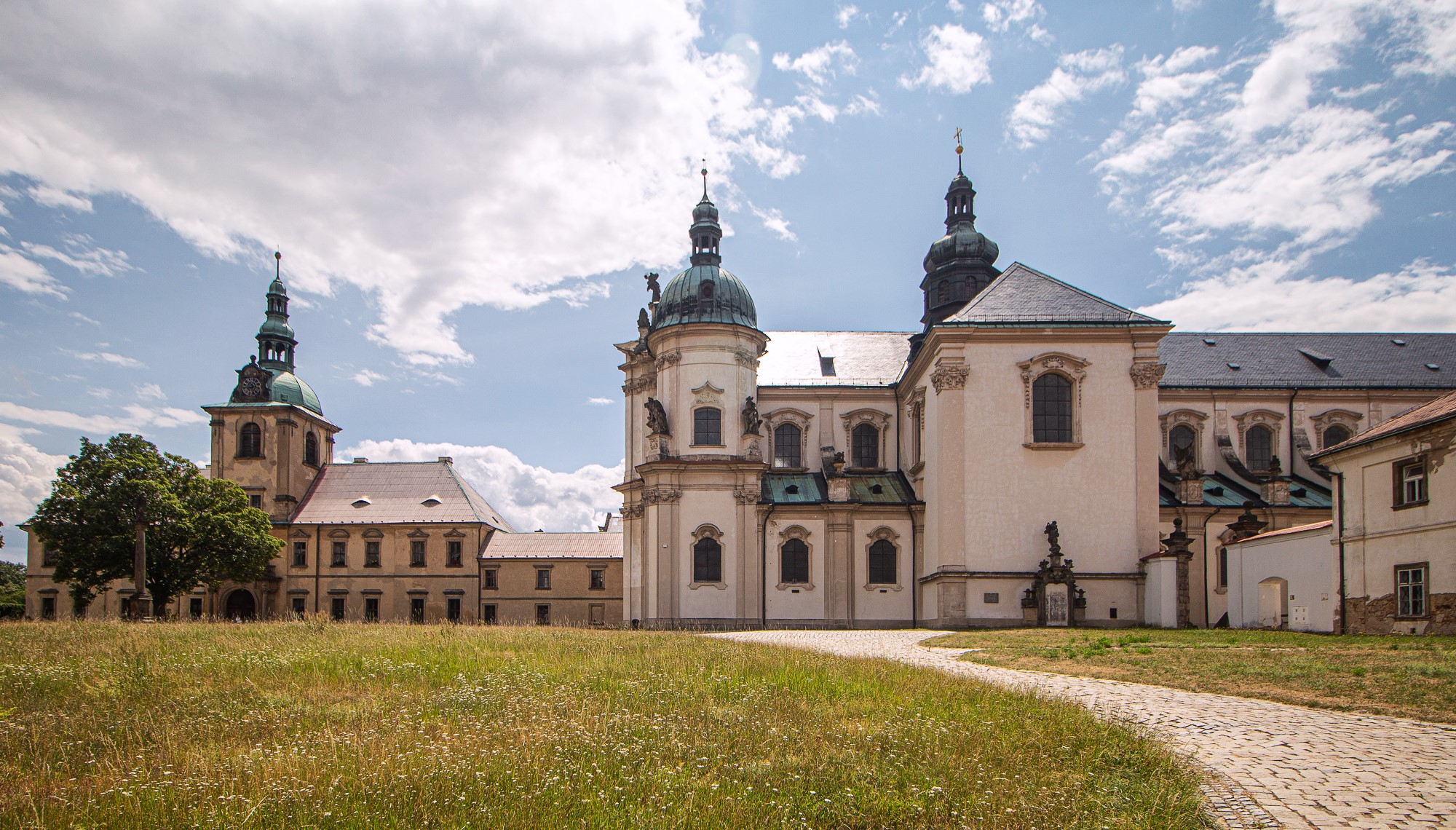
Cisterciácký klášter v Oseku

Rodák z Mostu, Antonín Zahrádka, vstoupil do cisterciáckého kláštera v Oseku a zde přijal řeholní jméno Klement. V letech 1810–1815 vyučoval biblistiku v kněžském semináři. Od roku 1816 pak vyučoval na gymnáziu v Chomutově. Následně byl v Oseckém klášteře ustanoven provizorem (tj. správcem hospodaření kláštera) a v roce 1835 duchovním správcem sester cisterciaček v klášteře Marienstern. Zde působil až do roku 1843, kdy jej komunita v Oseku zvolila opatem na místo zemřelého Salesia Krügnera.
Jako opat se Zahrádka zapsal do dějin kláštera obnovením klášterní nemocnice (která přestala fungovat za opata Benedikta Littweriga) a zřízením domácího teologického studia mnichů. Domácí studium začalo fungovat v roce 1844, ovšem po pěti letech zaniklo. Učitele převedl opat na gymnázium do Chomutova.
Opat Zahrádka se aktivně podílel na reformě cisterciáckých klášterů v Čechách a v Lužici. V roce 1850 nabídl svou rezignaci. Ta však nebyla přijata, a Zahrádka byl opatem až do své smrti o tři roky později.